# 허기태
허기태 (許起泰, 1967년 7월 13일 ~ )는 대한민국의 전 축구 선수이다.

## 수상

### 클럽
유공 코끼리
- K리그 준우승 1회 : 1994

### 개인
- K리그 베스트 11 (3회) : 1994, 1995, 1996